# 格魯扎湖
43°55′34″N 20°40′42″E / 43.9261°N 20.6783°E

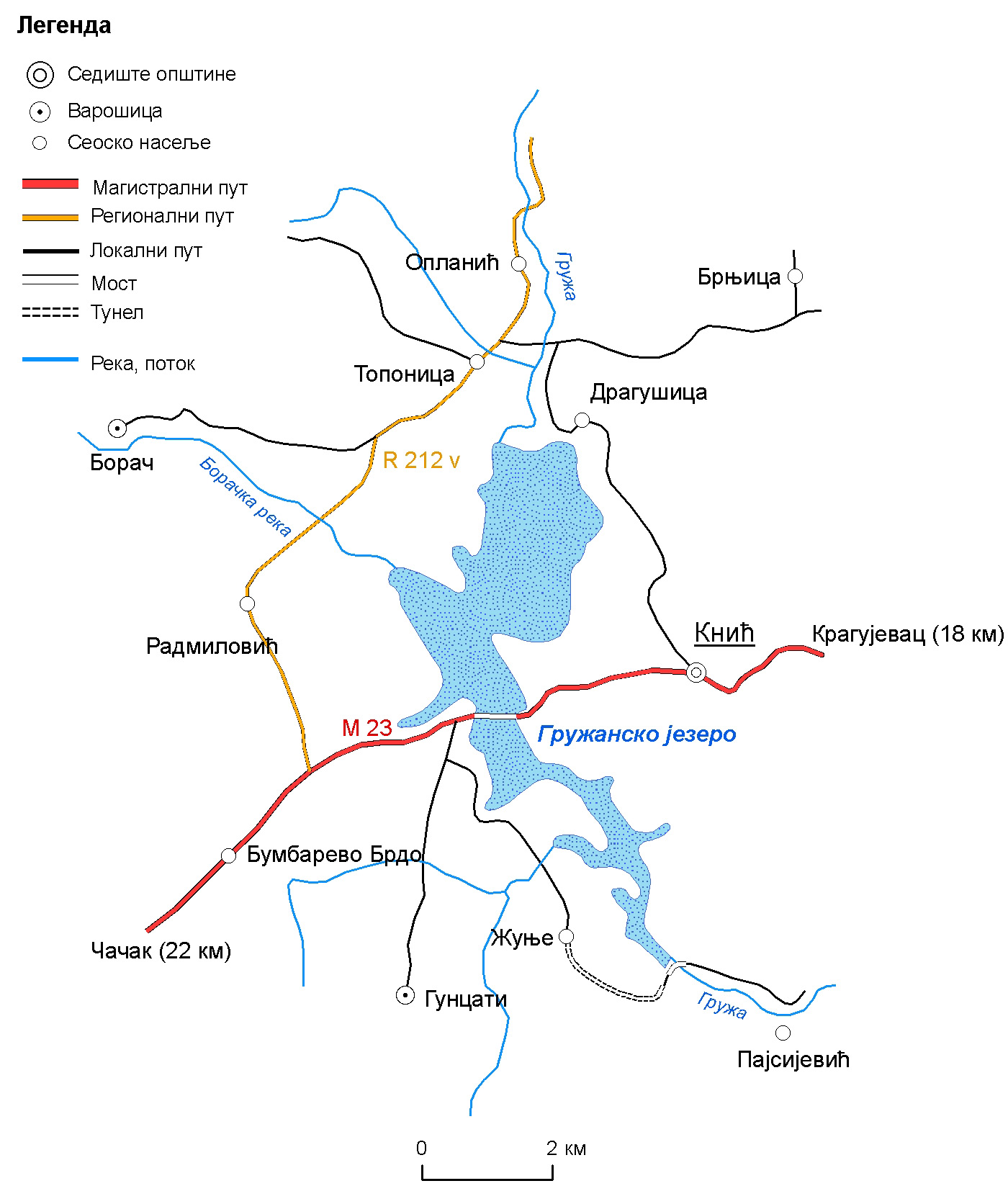

格魯扎湖是塞爾維亞的湖泊，長10公里、寬2.8公里，面積9.19平方公里，海拔高度273米，平均水深6.5米，最大水深35米，蓄水量6,450億立方米，湖岸線長度42公里。

## 外部連結
- Gruža lake （页面存档备份，存于）
- Russian water bomber, helicopter land in airport in south
- Beriev Be-200 pick up water （页面存档备份，存于）
- Beriev Be-200 watershow （页面存档备份，存于）